# Rhopalostylis sapida
Rhopalostylis sapida (Sol. ex G.Forst.) H.Wendl. & Drude, 1878 è una palma della tribù Areceae (sottofamiglia Arecoideae), endemica della Nuova Zelanda.